# Death Takes a Holiday
A Death Takes A Holiday az Odaát című televíziós sorozat negyedik évadjának tizenötödik epizódja.

## Cselekmény
A fivérek Bobby jóvoltából felfigyelnek rá, hogy egy wyomingi kisvárosban két hete egyetlen ember sem halt meg; egy súlyosan rákos ember meggyógyult, egy fickót pedig szíven lőttek, ám semmi baja nem lett. Dean és Sam így ellátogatnak a városba, majd kiderítik, hogy az utolsó elhunyt ember egy Cole Griffith nevű kisfiú volt. Mikor azonban ellátogatnak a sírjához, hogy a biztonság kedvéért felgyújtsák maradványait, Alastair jelenik meg új testében, és rájuk támad. Samnek különleges erejével végül sikerül visszaküldenie a démont a Pokolba, a kép azonban Bobby segítségével összeáll: a démonok a napéjegyenlőség éjszakáján meg akarnak ölni egy kaszást, hogy ezzel feltörjenek egy újabb pecsétet.
A fiúk ugyan elgondolkoznak azon, hogy miért lenne jó visszahozni a Halált, ám a pecsét érdekében meglepő dologra szánják magukat: Pamela Barnes segítségével elhagyják testüket, hogy szellemként megtalálják az elrabolt kaszást. Míg az utcán bolyonganak kísértetként, az egyik házban a halott Cole szellemére lesznek figyelmesek, betérve az épületbe pedig a kisfiú gyászoló anyját, és a fiút találják. Néhány pillanattal később megremeg a ház, és egy újabb kaszás, a Deant által már korábbról ismert Tessa jelenik meg, hogy elvigye Cole lelkét. Winchesterék ez ellen ugyan határozottan fellépnek, váratlanul egy füst, egy testtelen démon suhan át a szobán, és elrabolja Tessát.
Cole megtanítja a fiúknak, hogyan lehet tárgyakat mozgatni és kisebb távolságokra teleportálni, Deanék ezután pedig ismét elindulnak, hogy még az aznap történő napéjegyenlőség előtt megakadályozzák a pecséttörést. Egy házra lesznek figyelmesek, melyen csak túlvilági lények által látható jelek vannak. Betérve, rátalálnak a két kaszásra, illetve Alastairra és démontársára. Rövid harc után a fehérszeműnek sikerül vassal csapdába ejteni a két szellemet, akik ezután kénytelenek végignézni, ahogyan Alastair megöli az egyik kaszást, majd Tessa torkához is felemeli tőrét. A testvéreknek sikerül megmozdítaniuk a Tessát csapdába ejtő ördögcsapda feletti csillárt, és leejtésével megszakítani a csapdát, így a kaszás-lány sikeresen megszökik, majd az általa kiszabadított Winchesterékkel kereket old.
Sam azonban nem az utcára, hanem a motelszobában lévő testébe érkezik vissza, ahol egy démon éppen leszúrja Pamelát. A fiú képességével gyorsan elűzi a démont, majd Pam segítségére siet. Ez idő alatt Dean ismét "összefut" Alastairrel, akit azonban a váratlanul felbukkanó Castiel egy villanás erejével elfog. Az angyal közli a fiúval, igazán hálás a történtekért, majd elárulja; nem Bobby, hanem ők voltak, akik telefonon értesítették őket az üggyel kapcsolatban, és hogy azért nem tudtak közbeavatkozni, mert azon a bizonyos épületen olyan jelek voltak, melyek miatt nem tudtak volna bemenni oda.
Dean elbúcsúzik Cole-tól és Tessától, akik ezután áttérnek a túlvilágra, majd visszatér emberi testébe. Még éppen visszaér, mielőtt Pamela Sam karjai közt meghal...

## Természetfeletti lények

### Démonok
A démonokat a folklórban, mitológiában és a vallásban egyaránt olyan természetfeletti lényként, gonosz szellemként írják le, melyeket meg lehet idézni, és irányítani is lehet. Közeledtüket általában elektromos zavarok jelzik, maguk mögött pedig ként hagynak.

### Kaszás
A kaszás az ősi legendák szerint egy szellem, vagy valamiféle hasonló természetfeletti lény, mely emberi lelkeket szállít át a túlvilágra. Eme lényt emberi szem nem látja, kivéve a leendő áldozaté, vagy halott emberé. A kaszást egyfajta medállal irányítani lehet, ezáltal parancsba adni neki, kivel végezzen.

### Angyal
Az angyalok Isten katonái, aki időtlen idők óta védelmezik az emberiséget. Eme teremtményeknek hatalmas szárnyaik vannak, emberekkel azonban csak emberi testen keresztül képesek kapcsolatba lépni, ugyanis puszta látványuk nemcsak az emberek, de még a természetfeletti lények szemét is kiégetik, hangjuk pedig fülsiketítő. Isteni képességük folytán halhatatlanok.

## Időpontok és helyszínek
- 2008. december 20-21. – Greybull, Wyoming

## Zenék
- George Highfill & Jai Josefs – Perfect Situation For A Fool

## Külső hivatkozások
- Supernatural-Death Takes A Holiday az Internet Movie Database oldalon (angolul)